# 옥션 브리지

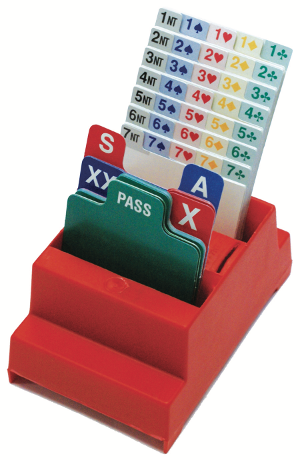

옥션 브리지(Auction bridge)는 네 사람이 두 패로 나뉘어 하는 브리지 카드 게임의 일종이다.
카드 게임 옥션 브리지는 일반 브리지 게임의 진화에서 세 번째 단계였다. 1904년에 브리지 휘스트에서 개발되었다. 옥션 브리지는 계약 브리지의 선구자였다. 그 전신은 휘스트와 브리지 휘스트였다.
옥션 브리지 트릭 점수, 보너스 점수 및 페널티 점수는 계약 브리지와 근본적으로 다르며 옥션 브리지에는 취약점 개념이 없다.
입찰 규칙은 거의 동일하지만 계약 브리지 입찰에서 많은 복잡한 인공 입찰 및 입찰 시스템이 발전했다.